# Списък на владетелите на Милано
Списъкът на владетелите на Милано съдържа маркграфовете, херцозите и другите владетели на Милано от X век до 1859 г., когато Милано става част от Ломбардия и влиза в състава на Сардинското кралство.

## Исторически бележки
Първата държавна форма, която може да се счита за предшественик на бъдещото Миланско херцогство, е Отбертиновата (или Лигурска) марка, създадена през 951 г. от крал Беренгар II от Ивреа и поверена на маркграф Оберто I. Марката съответства на настоящите територии на италианските региони Ломбардия и Лигурия, няма постоянно седалище и придобива характеристиките на административно подразделение, подчинено на краля на Италия и следователно на Свещената Римска империя. След смъртта на Алберто Ацо II д’Есте през 1097 г. марката преминава титулярно у неговия син Фулко I д’Есте (родоначалник на семейство Есте), но е разделена между различните семейства, произхождащи от Отбертините (като Маласпина и Фиески), и различните свободни комуни, които междувременно са станали автономни от всякакви чужди субекти.
През 1117 г. град Милано окончателно си дава статут на свободна комуна, като поверява градското управление на двугодишно консулство. В контекста на нарастващите конфликти между Светия престол и Свещената Римска империя (борба за инвеститура), и на желанието на Империята да консолидира господството си над Северна Италия, Милано застава срещу Империята. Така Милано попада под обсадата (виж Обсадата на Милано (1162)) на тогавашния император Фридрих I Барбароса, който решава да унищожи града като предупреждение за другите ломбардски градове. Участието на Милано в Ломбардската лига, която окончателно побеждава Барбароса в битката при Леняно през 1176 г., консолидира антиимперските и през следващия век прогфелфски настроения у миланското население. Такова подреждане се оформя с раждането на първата градска сеньория – тази на семейство Дела Торе. Неговият представител Пагано дела Торе, приемайки победените гвелфи от битката при Кортенуова през 1237 г., през 1240 г. получава от Съвета на 880-те (общинското събрание на Милано) титлата „Старейшина на Креденца на Свети Амвросий“ (на итал. Anziano della Credenza di Sant'Ambrogio). Той я предава на преките си потомци, които от този момент до 1277 г. държат „скритото“ господство над града.
Първото истинско господство обаче е това на Висконти – вече представител на миланската партия на гибелините. През 1277 г., в контекста на вътрешните борби между гвелфите и гибелините, Отоне Висконти успява да отстои правата си като архиепископ на Милано след поражението на сем. Дела Торе в битката при Дезио. Странното е, че в този случай Висконти са подкрепени от папа Урбан IV по силата на неговото върховенство по църковните въпроси, докато германският крал Рудолф I Хабсбург дава на сеньора на Милано Наполеоне дела Торе титлата на имперски викарий. Въпреки че Отоне е признат от Съвета на 800-те за новия сеньор на Милано, тази титла е формализирана от неговия племенник Матео I Висконти. Матео I го наследява през 1281 г. след оттеглянето му от обществените дела. През 1311 г. той получава титлата на имперски викарий от император Ханрих VII, която е предавана на всички негови наследници.
През 1395 г. правнукът на Матео I Джан Галеацо е издигнат от германския крал Вацлав в херцог на Милано и тази титла е предавана завинаги на неговите преки потомци. Тази дата може да се счита за началото на истинската миланска държава, предвид факта че от тогава до 1796 г. (с изключение на краткото междуцарствие на Амвросианската република от 1447 до 1450 г.) херцогството остава, с някои териториални промени, по същество непокътнато и стабилно.
На 7 април 1815 г. тогавашният титулярен херцог Франц III (бивш Франц II като император на Свещената Римска империя ) възстановява своите милански владения, интегрирайки ги с бившите територии на Венецианската република, получени с Договора от Кампоформио от 1797 г., в новото Кралство Ломбардия-Венеция. През 1859 г., вследствие на Австро-сардинската война, кралството губи Ломбардия, която отива у Сардинското кралство. През 1866 г., заставайки на страната на Кралство Прусия в Австро-пруската война (известна в Италия като „Трета война за независимост“), кралството губи и Венето, включено в Кралство Италия.

## Графове на Милано (X – XI век)
- Беренгар II от Ивреа (* ок. 900, † 966), кралски пратеник в Милано (918 – лято 941), граф на Милано (от 945 г.), крал на Италия (Дом Бургундия-Ивреа) от 950 г.
- Конрад (* 957, † 961), маркграф на Милано, син на предходния
- Дадон, граф на Милано (967 г.), граф на Помбия (973/1002 г.), племенник на Беренгар II и баща на Ардуин
- Оберто I (* 951, † 975), пфалцграф на Италия, маркграф на Милано, син на Адалберт I
- Оберто II († сл. 1014/21), маркграф на Милано, Тортона и Генуа, син на предходния
- Адалберт II († пр. март 1000), граф на Милано, син на Оберто I, брат на предходния
- Хуго († сл. 1037), пфалцграф на Генуа и маркграф на Милано, племенник на предходния
- Алберто Ацо I д’Есте († пр. 1018), маркграф на Милано, син на Оберто II и брат на Хуго
- Алберто Ацо II († 1096/97), маркграф на Милано, син на предходния

## Дела Торе (XII – XIV век)
- 1197 – 1241: Пагано I дела Торе
- 1247 – 1257: Пагано II дела Торе
- 1253 – 1256: Манфредо Ланча
- 1257 – 1259: Мартино дела Торе, сеньор
- 1259 – 1264: Оберто II Палавичино, сеньор
- 20 ноември 1263 – 24 декември 1265: Филипо дела Торе, сеньор
- 24 декември 1265 – 21 януари 1277: Наполеоне дела Торе, сеньор
- юни 1302 – 6 януари 1311: Гуидо дела Торе

## Висконти
Семейство Висконти се слави с дълго графско потекло (оттук и фамилното му име), а неговият представител Отоне Висконти е сред първите, които се предават на Фридрих I Барбароса през 1162 г., поддържайки постоянна семейна лоялност към Свещената Римска империя и следователно към партията на гибелините. Това поставя Висконти в контраст с „тайните“ господари на Милано – гвелфската фамилията Дела Торе. Дела Торе са остракизирани от Висконти, когато в контекста на междусемейната борба, избухнала през 1273 г. с назначаването на Отоне Висконти за архиепископ на Милано, са победени в битката при Дезио (1277 г.). Тази победа позволява установяването на господството на Висконти.
Висконти държат, с изключение на кратка пауза от 1302 до 1311 г., по време на която Гуидо дела Торе успява да си възвърне владението си на града, непрекъснато владението, свързано с титлата на „Имперски викарий на Ломбардия“. Към края на XIV век враждите в семейството се засилват, което води до подозрителни смъртни случаи и конспирации, и до прогресивния упадък на сеньорията. Този упадък е възпрян от преврата на Джан Галеацо Висконти срещу чичо му Бернабо, който планира елиминирането на племенника си, чието бащино наследство е узурпирал.
Със завземането на властта от Джан Галеацо Сеньория Милано претърпява териториална еволюция: от 1387 до 1355 г. поредица от военни кампании водят до упадъка на множество сеньории и свободни комуни, и до придобиването на цяла Ломбардия (с изключение на Мантуа ), Венето (с изключение на Тревизо, държан от Венецианската република), Източен Пиемонт и Емилия (с изключение на Модена и Ферара, в ръцете на Есте), както и до подчинението на Република Генуа като васал на Милано. Към това се добавя и един двоен политически престиж: през 1389 г. бракът между дъщерята на Джан Галеацо – Валентина с Луи дьо Валоа, херцог на Орлеан – брат на френския крал Шарл VI, и през 1395 г. с предоставянето на титлата „Херцог на Милано“ от германския крал Вацлав Люксембургски.
Преждевременната смърт на Джан Галеацо през 1402 г. малко след началото на експанзията към Тоскана (Пиза е придобита през 1399 г.), поставя края на експанзионистичните проекти на Висконти. Джовани Мария Висконти – син и наследник на Джан Галеацо се опитва да спре разпада на „държавата на Висконти“ чрез брутални тактики, включително набези, експроприации, убийства и грабежи срещу градове и противници, засилвайки вълненията и конспирациите, довели през 1412 г. до неговото убийство. Така херцогската корона преминава у брат му Филипо Мария, който предпочита да прибегне до дипломатическа хитрост и военни експерти, за да възстанови херцогството. Той обаче не успява да спре свеждането на херцогството единствено до Ломбардия (с изключение на Бреша и Мантуа). Пораженията и нарастващият натиск на амбициозните му съседи водят Филипо Мария до психологически колапс, който засяга и управлението на херцогството и личния му живот. Той не създава законно брачно потомство и това води до изчезването на династията Висконти, както и до наследствена война след смъртта му през 1447 г.
- 21 януари 1277 – 5 август 1278 (сваляне): Отоне Висконти, архиепископ на Милано, сеньор на Милано
- 27 декември 1281 – 27 декември 1294 (абдикация): Отоне Висконти
- 27 декември 1294 – юни 1302 (сваляне): Матео I Висконти, капитан на народа на Отоне, сеньор
- юни 1302 – февруари 1311: Гуидо дела Торе, сеньор
- 6 януари 1311 – 24 юни 1322: Матео I Висконти (2-ри път), сеньор
- 24 юни 1322 – 6 август 1328: Галеацо I Висконти, сеньор
- 6 август 1328 – 16 август 1339: Ацоне Висконти, сеньор
- 16 август 1339 – 24 януари 1349: Лукино Висконти, сеньор
- 24 януари 1339 – 5 октомври 1354: Джовани Висконти, архиепископ на Милано, сеньор
- 4 август 1354 – 6 май 1355: Матео II Висконти, сеньор
- 29 септември 1354 – 4 август 1378: Галеацо II Висконти, сеньор
- 4 август 1354 – 6 май 1385: Бернабо Висконти, сеньор
- 6 май 1378 – 5 септември 1395 и 5 септември 1395 – 3 септември 1402: Джан Галеацо Висконти, сеньор
- 3 септември 1402 – 16 май 1412 (убит): Джовани Мария Висконти, херцог
  - 16 май – 12 юни 1412 – Есторе Висконти и Джанкарло Висконти, херцози на Милано
- 12 юни 1412 – 13 август 1447: Филипо Мария Висконти, херцог

## Амвросианска република (1447 – 1450)
На 14 август 1447 г. – в деня след смъртта на херцог Филипо Мария Висконти група юристи от Павийския университет, група благородници и Архиепископията, представлявани съответно от Джорджо Лампуняно, Виталиано I Боромео и Антонио Тривулцио, се възползват от вакуума във властта, за да възстановят републиканската държава, базирана на съседната и враждебна Венецианска република. Тази държава, поетично наречена Aurea Repubblica Ambrosiana (Златна Амвросианска република) в чест на светеца-покровител на Милано Св. Амвросий, обаче е смазана от подновените борби между гвелфи и гибелини, както и от нападенията на съседни държави, предимно от Венеция. През този период на вакуум на властта се появяват няколко претенденти към херцогството, което предизвиква истинска наследствена война:
- Франческо Сфорца, кондотиер на наемническа дружина и зет на Филипо Мария, съпруг на законородената му дъщеря Бианка Мария, както и командир на миланските милиции и съюзник на Флоренция;[20]
- Шарл Орлеански, син на Валентина Висконти – дъщеря на Джан Галеацо, който използва завещанието си като наследник на херцогството в случай на изчезване на династията Висконти. Тъй като вече е граф на Асти (и е подкрепян от своя братовчед – кралят на Франция Шарл VII), той нарежда градската управа да започне офанзива срещу слабата република, но е победен от Сфорца и е лишен от Асти;[21]
- Лудвиг Савойски, брат на покойната херцогиня Мария Савойска, който не се хвали със солидни претенции и е в конфликт с пиемонтските благородници, като също така му липсва военна изобретателност. Раздвижва се едва към края на войната през 1449 г.;[22]
- Алфонсо V Арагонски, бивш крал на Неапол и Сицилия, който основава твърденията си на предполагаемо завещание на Филипо Мария Висконти и е нетърпелив да консолидира един вид хегемония на полуострова, и преди всичко да подчини Генуезката република, бидейки съперник на Арагонците в средиземноморската търговия.[23]

Благодарение както на военните, така и на дипломатическите последици само Сфорца остават претенденти за херцогството. Те се възползват от народен бунт, разпалван в Милано от Гаспаре да Вимеркате, и успяват през 1450 г. да завладеят Милано, и да възстановят херцогството чрез избор от Съвета на 900-те и от народното приветстване.

## Сфорца и Валоа (1450 – 1535)
Семейство Сфорца няма славен произход: родоначалникът на миланския клон – Франческо е син на Джакомо (Муцио) Атендоло (наричан „Сфорца“), дребен благородник от Романя и кондотиер, и на неговата любовница Лучия Терцани. Благосъстоянието на семейството стартира с Атендоло, който получава Графство Котиньола от антипапа Йоан XXIII като компенсация за военните си заслуги, няколко феода в Пулия от неаполитанската кралица Джована II Анжуйска и благодарение на първия си брак с Поликсена Руфо – и други владения в Калабрия. Излизайки победител от наследствената война след смъртта на Филипо Мария Висконти, през 1450 г. Франческо става новият херцог на Милано. Той влиза в Милано на Благовещение заедно с третата си съпруга Бианка Мария Висконти – законородена дъщеря на Филипо Мария.
Миланските Сфорца са активни герои в събитията на италианския Ренесанс, стават покровители на художници и се ангажират с Мира от Лоди (1454 г.) за почти 40-годишен мир в Италия. Убийството на Галеацо Мария Сфорца през 1476 г. обаче нарушава стабилността на Миланското херцогство. То позволява на брат му Лудовико Мавърът постепенно да узурпира херцогската власт, като я присвои окончателно след предполагаемата смърт на племенника си през 1494 г. Неговата амбиция, съчетана с дипломатическа неопитност, допринася за войната на Шарл VIII Френски през 1494 г. и подбужда споровете, които предизвикват войните между Кралство Франция и Свещената Римска империя. Кралство Франция и Империята се разбунтуват срещу Сфорца, като на няколко пъти са лишавани от херцогството (към което предявяват претенции френските крале, бидейки потомци на Валентина Висконти). При смъртта на последния потомък Франческо II Миланското херцогство е конфискувано под владенията на император Карл V в съответствие с решенията на Болонския конгрес.
- 25 март 1450 — 8 март 1466: Франческо I Сфорца
- 20 март 1466 — 26 декември 1476: Галеацо Мария Сфорца
- 26 декември 1476 — 22 октомври 1494: Джан Галеацо Мария Сфорца
- 2 октомври 1494 — 2 септември 1499:  Лудовико Мария Сфорца
- 6 септември 1499 — 5 февруари 1500: Луи XII
- 3 февруари 1500 — 10 април 1500: Лудовико Мария Сфорца (2-ри път)
- 17 април 1500 — 16 юни 1512: Луи XII (2-ри път)
- 16 юни 1512 — 8 октомври 1515: Масимилиано Сфорца
- 11 октомври 1515 — 19 ноември 1521: Франсоа I Френски
- 19 ноември 1521 — 3 октомври 1524: Франческо Мария II Сфорца
- 23 октомври 1524 — 24 февруари 1525: Франсоа I (2-ри път)
- 26 феврурари 1525 — 1 ноември 1535: Франческо II Мария Сфорца (2-ри път)

## Испански Хабсбурги (1535 – 1706)
Смъртта на Франческо II Сфорца през 1535 г. позволява на император Карл V, в съответствие с разпоредбите на Болонския конгрес, да приеме Миланското херцогство в своите владения. Въпреки това на 11 октомври 1540 г. той издига сина си Филип – принц на Астурия до херцог на Милано, към което все още имат претенции френските суверени. Едва с мира от Като Камбрези (3 април 1559 г.) французите прекратяват всякакви претенции към херцогството, като по този начин консолидират господството на испанския клон на Хабсбургите над Италия, вече притежаващ кралствата Сардиния, Сицилия и Неапол.
- 11 октомври 1540 – 13 септември 1598: Филип II
- 13 септември 1598 – 31 март 1621: Филип III
- 31 март 1621 – 17 септември 1665: Филип IV
- 17 септември 1665 – 1 ноември 1700: Карлос II

## Испански Бурбони (1700 – 1714)
През септември 1700 г. испанският крал Карлос II (притежател на херцогството) се разболява тежко и по съвет на министър-председателя Луис Мануел Фернандес де Портокареро-Боканегра и Москосо-Осорио посочва в завещанието си своя братовчед Филип, херцог на Анжу (внук на френския крал Луи XIV и правнук на Филип IV от Испания) за свой наследник на трона. След смъртта на Карлос II на 1 ноември на Филип Анжуйски е предложена короната при условие, че се откаже за себе си и за своите потомци от всяка възможна претенция към френския трон. Той се съгласява и става крал на 16 ноември 1700 г. Страхувайки се от по-нататъшно увеличаване на френската мощ, Великобритания и Холандия се обединяват през 1701 г. с ерцхерцог Карл VI – австрийски претендент, предизвиквайки Войната за испанското наследство. Милано е завладян на 26 септември 1706 г. от австрийските войски (вж. Утрехтски мирен договор). В края на тази война през 1714 г. е установено преминаването на Миланското херцогство у Карл. Междувременно той става император на Свещената Римска империя като Карл VI.
- 16 ноември 1700 – 7 март 1714 (Ращатски мирен договор): Филип V

## Австрийски Хабсбурги (1714 – 1780)
Ращатският мирен договор от 1714 г. установява края на Войната за испанското наследство главно в полза на император Карл VI, който получава Миланското херцогство (в допълнение към кралствата Сардиния и Неапол), за да осигури южните граници на Ерцхерцогството Австрия. Войната за австрийското наследство, която избухва след смъртта на Карл VI, потвърждава австрийското господство над Милано, което междувременно анексира и Херцогство Мантуа (1707 г.), разширявайки границите му.
- 7 март 1714 – 20 октомври 1740: Карл II
- 20 октомври 1740 – 29 ноември 1780: Мария Терезия

## Хабсбург-Лотаринги (1780 – 1815)
Бракът между Мария Тереза Австрийска (последната от Хабсбургите) и Франц III от Лотарингия (последният от Лотарингите), отпразнуван през 1736 г., води до „виртуална“ смяна на династията на Хабсбургите, преименувана на Хабсбург-Лотаринги по силата на двойния произход (и претенции). Следователно австрийският контрол над Милано остава в значителна степен непроменен, с изключение на културният ренесанс, предизвикан от италианското Просвещение, насърчен от просветения абсолютизъм и юрисдикционизма на владетелите Хабсбурги. Френската революция от 1789 г. обаче носи вълна на недоверие към идеите на Просвещението, вече слагани редом с тези на републиканизма и якобинизма, което при възхода през 1792 г. на Франц III (бивш Франц II като император на Свещената Римска империя) се материализира в авторитарен и консервативен обрат на режима, подкрепян от тайна полиция и атмосфера на подозрение и във виенския двор.
В същото време, в контекста на Френските революционни войни, Френската република започва офанзива срещу Северна Италия, чиито основни държави (Милано, Сардиния-Пиемонт, Парма и Модена) се обединяват в австрийската орбита срещу експанзията на френската революция. На 10 май 1796 г. френската армия начело с Наполеон Бонапарт решително побеждава австрийците в битката при Лоди, което води до окупацията на Миланското херцогство и асимилирането му в дъщерната република, наречена „Транспаданска република“ (15 ноември). Следователно оттам до Виенския конгрес (11 април 1814 г.) Франц III остава само „титулярният“ херцог на Милано и градът след приключването на конгреса е асимилиран заедно с териториите на бившата Венецианска република в рамките на Кралство Ломбардия-Венеция (7 април 1815 г.), което е под австрийско господство.
- 29 ноември 1780 – 20 февруари 1790: Йозеф II
- 20 февруари 1790 – 1 март 1792: Леополд II
- 1 март 1792 – 15 ноември 1796: Франц II

## Губернатори на Милано
Губернаторът на Милано управлява Миланското херцогство като представител на императора на Свещената Римска империя (1535 – 1556), краля на Испания (1556 – 1706) и ерцхерцога на Австрия (1706 – 1796 и 1799 – 1800). Първият управител е назначен след смъртта на последния херцог от Дом Сфорца – Франческо II.

### Карл V
- 1535 – 1536: Антонио де Лейва, херцог на Теранова, принц на Асколи, граф на Монца
- 1536 – 1538: Марино Карачоло, кардинал
- 1538 – 1546: Алфонсо д’Авалос д'Акуино, генерал, маркиз на Пескара и Васто
- 1546 – 1555: Феранте I Гондзага, принц на Молфета, херцог на Ариано
- 1555 – 1556: Фернандо Алварес де Толедо, 3-ти херцог на Алба

### Испанско господство
- 1556 – 1557: Кристофоро Мадруцо, кардинал
- 1558 – 1560: Гонзало II Фернандес де Кордоба, княз на Маратра, 1-ви път
- 1560 – 1563: Франческо Фернандо д’Авалос, маркиз на Пескара, 3-ти херцог на Сеса
- 1563 –1564: Гонзало Фернандес де Кордоба, 2-ри път
- 1564 –1571: Габриел де ла Куева, 5-ти херцог на Албуркерк
- 1571–1572: Алваро де Санде
- 1572 – 1573: Луис де Рекесенс и Сунига
- 1573 – 1580: Антонио де Гусман, 3-ти маркиз на Аямонт
- 1580—1583: Дон Санчо де Гевара и Падиля
- 1583—1592: Карло д'Арагона Талявия, херцог на Терануова, 1-ви княз на Кастелветрано
- 1592—1595: Хуан Фернандес де Веласко, 5-ти херцог на Фриас, 1-ви път
- 1595—1595: Дон Педро де Падиля
- 1595—1600: Хуан Фернандес де Веласко, 2-ри път
- 1600—1610: Педро Енрике де Ачеведо, граф на Фуентес
- 1610—1612: Хуан Фернандес де Веласко, 2-ри път
- 1612—1616: Хуан де Мендоса, маркиз на la Hinoyosa
- 1612—1616: Санчо де Луна
- 1616—1618: Педро Алварес де Толедо, 5-ти маркиз на Вилафранка
- 1618—1625: Гомес Суарес де Фигероа и Кордоба, 3-ти херцог на Ферия, 1-ви път
- 1625—1629: Гонзало Фернандес де Кордоба
- 1629—1630: Амброзио Спинола, маркиз на Лос Белбасес
- 1630—1631: Алваро де Базан, 2-ри маркиз на Санта Крус
- 1631—1633: Гомес Суарес де Фигероа и Кордоба, 2-ри път
- 1633—1634: Фердинанд Австрийски, кардинал-инфант
- 1634—1635: Хил де Албомос, кардинал
- 1635—1636: Диего Фелипе де Гусман, маркиз на Leganés, 1-ви път
- 1636—1636: Фернандо Енрикес д’Афан де ла Ривера, херцог на Алкалá де лос Газулес
- 1636—1641: Диего Фелипе де Гусман, 2-ри път
- 1641—1643: Хуан де Веласко, граф на Сируела
- 1643—1646: Антонио Санчо Давило, маркиз на Велада
- 1646—1648: Бернардино Фернандес де Веласко, 6-ти херцог на Фриас
- 1648—1656: Луис де Бенавидес Карильо, маркиз на Каракена
- 1656—1656: Теодоро Тривулцио, кардинал
- 1656—1660: Алфонсо Перес де Виверо, граф на Фуенсалданя
- 1660—1662: Франческо Гаетани, 8-ти херцог на Сермонета
- 1662—1668: Луис де Гусман Понке де Леон
- 1668—1668 Паоло Спинола, 3-ти маркиз на Лос Балбасес, 1-ви път
- 1668—1668: Франсиско де Ороско, маркиз на Олиас
- 1669—1670: Паоло Спинола, 2-ри път
- 1670—1674: Гаспар Телес Хирон, 5-ти херцог на Осуна
- 1674—1678: Клод Ламорал I, княз на Лин
- 1678—1686: Хуан Томас Хенрикес де Кабрера, граф на Мелгар
- 1686—1691: Антонио Лопес де Аяла Веласко и Карденас, граф на Фуенсалида
- 1691—1698: Диего Фелипе де Гусман, 3-ти маркиз на Leganés
- 1698—1706: Карл Хайнрих фон Лотарингия-Водемон

### Австрийско господство (1706 – 1796)
- 1706 –1716: Евгений Савойски, княз
- 1717 – 1719: Максимилиан Карл фон Льовенщайн-Вертхайм-Рошфор, княз
- 1719 – 1725: Джироламо Колоредо, граф
- 1725 – 1734: Вирих Филип фон Даун, граф
- 1734 – 1736: Сардинска окупация
- 1736 – 1743: Ото Фердинанд фон Абенсперг унд Траун, фелдмаршал
- 1743 – 1745: Йохан Георг Кристиан фон Лобковиц, княз
- 1745 – 1746: Испанска окупация
- 1745 – 1747: Джан Лука Палавичино, граф, 1-ви път
- 1747 –1750: Фердинанд Бонавентура I фон Харах, граф
- 1750 –1754: Джан Лука Палавичино, 2-ри път
- 1754 – 1771: Франческо III д’Есте, херцог на Модена (администратор на Австрийска Ломбардия)
  - 1754 –1765: Петер Леополд (титуляр), ерцхерцог
  - 1765 –1771: Фердинанд Карл Австрийски (титуляр)
- 1771—1796: Фердинанд Австрийски
- 15 октомври 1796 – 29 юни 1797: Транспаданска република
- 29 юни 1797 – 29 април 1799: Цизалпийска република
- 1799 – 1800: Луиджи Кокастели, граф

## Цизалпийска република
След битката при Маренго (14 юни 1800 г.) Австрия се отказва от херцогството и то е отново приобщено към Цизалпийската република.
- 29 април 1800 — 26 януари 1802

## Италианска република
- 26 януари 1802 – 18 март 1805: Наполеон Бонапарт

## Крале на Италия (1805 – 1814)
- 18 март 1805 – 28 април 1814: Наполеон Бонапарт

### Вицекрале на Италия (1805 – 1814)
- 1805 – 1814: Йожен дьо Боарне

## Крале на Ломбардия-Венеция (1814 – 1859)
През 1814 г. австрийците превземат Милано и, присъединено към бившата Венецианска република, то се оформя в ново кралство: Кралство Ломбардия-Венеция, управлявано от назначени от Австрия вицекрале. 
- 1814 – 1835: Император Франц I
- 1835 – 1848: Фердинанд I Австрийски
- 1848 – 1859: Франц Йосиф I Австрийски

### Австрийски вицекрале на Ломбардия-Венеция
- 1814 – 1815: Хайнрих XV фон Ройс-Плауен
- 1815 – 1816: Хайнрих фон Белегард
- 1816 – 1818:  Антон Виктор Австрийски, ерцхерцог
- 1818 – 1848: Райнер Йозеф Австрийски, ерцхерцог
- 1848 – 1857: Йозеф Радецки
- 1857 – 1859: Фердинанд Максимилиан Австрийски
- 1859: Ференц Гюлай
- 1859: Хайнрих Херман фон Хес